# Antonia Moreno Leyva
Antonia Moreno Leyva, también conocida como Antonia Moreno de Cáceres (Ica, 13 de junio de 1845 - Lima, 26 de febrero de 1916), fue primera dama del Perú en dos ocasiones (1886-1890 y 1894-1895) por ser la esposa del presidente Andrés Avelino Cáceres. 
Dirigió, junto con su esposo (en calidad de general del Ejército peruano), la resistencia en la sierra central del Perú contra la ocupación chilena durante la Guerra del Pacífico (1879-1883). 

## Biografía

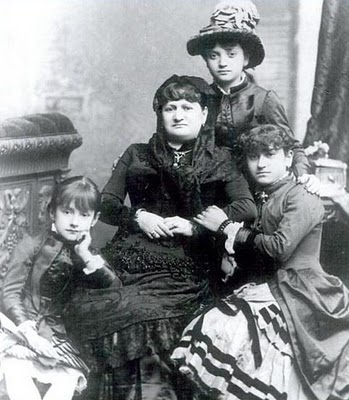
Antonia Moreno de Cáceres, junto a sus hijas.

Antonia Moreno nació en el distrito iqueño de San Juan Bautista, en el seno de una familia de honda raigambre en dicha región, hija de Fulgencio Moreno y Antonia Leyva y Luque.
Durante su adolescencia conoció a Andrés Avelino Cáceres, con quien se casó en Ayacucho en 1867 y de cuyo matrimonio nacieron tres hijas: Lucila Hortensia (1869-siglo XX), Zoila Aurora (1872-1958) y Rosa Amelia (1876-1889). Igualmente, tuvo un hijo, lamentablemente, nació ya muerto. En 1872, se trasladó a Lima y residió en una gran casa que había heredado.
Durante la Guerra del Pacífico, en 1881, su esposo, luego de haber combatido en las batallas en defensa de Tarapacá, Moquegua, Tacna y Arica, se dirigió a la sierra central para organizar la resistencia. Moreno, en compañía de sus hijas, no dudaron en seguirle en lo que significaron las difíciles jornadas de la Campaña de la Breña. Moreno de Cáceres tomó parte activa en esta fase de la guerra, proveyendo de apoyo logístico a los combatientes y liderando en varios momentos los batallones de la resistencia.Mientras su esposo era conocido por la gente de la serranía durante la campaña como el Tayta Cáceres ella era la mamacha Antonia.
Más adelante, Moreno de Cáceres encabezó e impulsó, con posterioridad a la Batalla de Miraflores, el Comité Patriótico de la Resistencia con el propósito de recolectar armas y reclutar hombres para las operaciones bélicas de la serranía. La cooperación consistente en fusiles, bayonetas, municiones y dinero, se recibía disimuladamente en el antiguo Teatro Politeama.
Como primera dama, destacó realizando ayuda social para las mujeres empobrecidas por la guerra, principalmente viudas e hijas pobres, en medio de la situación de ruina económica que atravesaba el país.
Está enterrada en la Cripta de los Héroes del Cementerio Presbítero Maestro de Lima. Abraham Valdelomar, informando del deceso de Moreno de Cáceres para el diario La Prensa, escribió lo siguiente: 

"Acaba de extinguirse una de las vidas intensas que formaran el desfile de nuestras horas republicanas: la señora Antonia Moreno de Cáceres. La historia patria escribirá algún día el elogio de esta mujer, en quien revivirán legendarias hazañas y viejos días de epopeya. La señora Cáceres, para ocupar sitial de gratitud en los corazones peruanos no necesita más que el recuerdo de sus horas de lucha, en la guerra más funesta que ha tenido el Perú: la de 1879. Patriota abnegada, invencible, astuta, valerosa, serena, esta dama fue la heroína, uno de los principales factores de aquella gloriosa campaña que el Perú recuerda con orgullo y que se llama La Breña".
Abraham Valdelomar, 27 de febrero de 1916.

## Imagen pública
Moreno de Cáceres es considerada por la historiografía y la tradición como una mujer de férrea personalidad y entrega patriótica a la causa peruana durante la Guerra del Pacífico, exaltándose su valentía como esposa y ciudadana frente a numerosas ocasiones donde expuso su vida en peligro no siendo parte del Ejército peruano.
Al mismo tiempo, concitó la animadversión de la clase acomodada enemiga de su esposo, quienes la apodaron peyorativamente "la Melón Podrido", "rabona Antuca" y "la melonera".
Moreno de Cáceres ha sido interpretada en 1998 por la actriz Frida Salinas en la serie de documentales Hombres de Bronce de Panamericana Televisión, y en 2010 por la actriz Mónica Domínguez en la serie chilena Adiós al séptimo de línea.